# ديميتار ميتكوف
ديميتار ميتكوف هو لاعب كرة قدم بلغاري، ولد في 27 يناير 2000 في فارنا في بلغاريا.

## وصلات خارجية
- ديميتار ميتكوف على موقع قاعدة بيانات كرة القدم.إي يو (الإنجليزية)
- ديميتار ميتكوف على موقع Soccerway.com (الإنجليزية)